# برونو بيزي
برونو بيزي (بالألمانية: Bruno Pezzey)‏، من مواليد 3 فبراير 1955 في لاوتيراخ في النمسا، وتوفي في 31 ديسمبر 1994، لاعب كرة قدم نمساوي سابق.
لعب مع ناديا فيردر بريمن وآينتراخت فرانكفورت الألمانيان في فترة استمرت من 1978 إلى 1987.
كما لعب دولياً مع منتخب النمسا لكرة القدم.

## روابط خارجية
- برونو بيزي على موقع الاتحاد الدولي (مؤرشف)  (الإنجليزية)
- برونو بيزي على موقع الاتحاد الأوربي (الإنجليزية)
- برونو بيزي على موقع قاعدة بيانات كرة القدم.إي يو (الإنجليزية)
- برونو بيزي على موقع بيانات كرة القدم. دي إي (الألمانية)
- برونو بيزي على موقع ناشيونال فوتبول تيمز (الإنجليزية)
- برونو بيزي على موقع عالم كرة القدم.نت (الإنجليزية)
- برونو بيزي على موقع كووورة